# Adolph Gottlob Lange
Adolph Gottlob Lange (* 22. April 1778 in Weißensee (Thüringen); † 9. Juli 1831 in Schulpforte) war ein deutscher klassischer Philologe und Lehrer.

## Leben
Schon früh verlor Adolph Gottlob Lange seinen Vater Johann Friedrich Lange, der Archidiaconus in Weißensee war. Der Waise erhielt 1789 eine Freistelle auf der Landesschule Pforta und bezog nach dem Schulabschluss 1795 die Universität Leipzig, um Theologie zu studieren. Unter dem Eindruck der Vorlesungen von Christian Daniel Beck und Gottfried Hermann wandte sich Lange jedoch nach einem Jahr der Philologie zu und entwickelte beim Besuch des Leipziger Antikenmuseums eine Neigung für die Archäologie. Nach der Promotion ging er 1801 nach Berlin an Friedrich Gedikes Seminar. Hier knüpfte er enge Kontakte mit den Philologen Philipp Buttmann, Georg Ludwig Spalding und Ludwig Friedrich Heindorf und arbeitete als Hilfslehrer am Gymnasium zum Grauen Kloster.
Auf Anraten seines Lehrers Gottfried Herrmann erhielt Lange 1804 eine Stelle als ordentlicher Lehrer an der Landesschule Pforta, wo er bis an sein Lebensende unterrichtete. 1825 wurde er dort auf die zweite Professur unter Karl David Ilgen befördert. Trotz langwieriger Krankheit fand sich Lange bereit, Ilgen am 19. April 1831 in die Leitung der Schule nachzufolgen. Lange ist 1817 in die Freimaurerloge Zu den drei Hammern in Naumburg an der Saale aufgenommen worden. Er verstarb am 9. Juli 1831 und wurde zwei Tage später unter allgemeiner Anteilnahme beerdigt.
Langes Hauptverdienst war die Lehre. Seine wenigen verstreuten Schriften wurden 1832 von seinem Kollegen Karl Georg Jacob (1796–1849) herausgegeben.